# Philippe Entremont
Philippe Entremont (nome completo: Philippe Henri Jean Émile Léon Entremont) (Reims, 7 giugno 1934) è un pianista e direttore d'orchestra francese.
Nacque da una famiglia di musicisti: sua madre era pianista e suo padre, il violinista Jean Entremont, era direttore d'orchestra al Grand Théatre de Reims.